# جيمي هاريسون (لاعب كريكت)
جيمي هاريسون (19 نوفمبر 1990 في المملكة المتحدة - ) (بالإنجليزية: Jamie Harrison)‏ هو لاعب كريكت بريطاني. لعب مع نادي مقاطعة دورهام للكريكت ‏.

## وصلات خارجية
- جيمي هاريسون على موقع إي آس بي آن كريك إنفو (الإنجليزية)